# Миодраг Костић (доктор)
Миодраг Костић (Крагујевац, 4. август 1895 — Београд, 1962) био је лекар, први хирург неготинске болнице, оснивач одсека за гинекологију и акушерство у Неготину.

## Школовање
Миодраг Костић, рођен је 4. августа 1895. године у Крагујевцу у занатлијској породици, од оца Косте, државног пушкара, и мајке Марије, рођене Стојковић.
Основну школу похађао је у Чачку и Крагујевцу од 1902. до 1906. године. По завршетку основне школе 1906. године уписао је гимназију у Чачку, где је завршио шест разреда, а седми и осми разред завршио је у Првој крагујевачкој гимназији. Виши течајни испит положио је 1914. са одличним успехом.
Први светски рат омео га је у даљем школовању. Јавља се као добровољац па од јула 1914. до 1. јануара 1915. ради као писар у санитетском одељењу Штаба шумадијске дивизијске области у Крагујевцу, а касније је служио у Првој ђачкој чети. Након завршетка војне обуке коју је служио у Скопљу, добио је чин поднаредник−ђак и био распоређен у Другу чету Првог батаљона 16. пешадијског пука Моравске дивизије првог позива, која се налазила на положајима у околини Младеновца. Са њом је прешао Албанију и 1916. стигао на Крф.
Војних дужности разрешен је 1. фебруара 1918. и упућен у Француску на студије. У Марсељу је завршио припремну годину из области природних наука на Научном факултету, а затим је у Монпељеу завршио две године Медицинског факултета, а у Лиону трећу и четврту.
У доктора медицине промовисан је 22. јула 1922. године. По обављеним студијама и стеченом звању доктора медицине, исте године 1. августа вратио се у земљу.  Министар народног здравља 1923. године дозволио му је да обавља приватну лекарску праксу у Краљевини СХС.
Као државни лекар у војној болници, ради потреба војске упућен је 1. новембра 1924. године на специјализацију хирургије, коју је обављао на клиникама париског Универзитета, и у земљу се вратио 1. новембра 1925. године.

## Лекарска каријера
Као државни питомац, распоређен је да ради као војни лекар у војним болницама у Крагујевцу, Штипу и Зајечару, и то у периоду од 25. августа 1922. до 17. априла 1931. године. 
После десет година у војној служби преведен је у резерву, Указом краља Александра Карађорђевића од 17. фебруара 1931. године.  
Од 26. фебруара 1931. године  до 21. јуна 1932. године доктор Костић је обављао посао цивилног хирурга у болници у Горњем Милановцу.
Јула 1932. долази у Неготин за примарног лекара VI групе у новоизграђеној неготинској болници, опремљеној за лечење становника неготинског, кључког, брзопаланачког и поречког среза.
За вршиоца дужности управника бановинске болнице у Неготину  постављен је 31. августа 1938. и ту функцију обавља до 6. априла 1941. године, када је као резервни санитетски потпуковним мобилисан од стране Југословенске војске. Заробљен је у Кавадару и као официр пребачен у пролазне заробљеничке логоре у Бугарској и Румунији (Горња Џумаја и Ђурђево), а потом у логор Сталаг у Штиталу на Драви у Корушкој области где је остао до 1. децембра 1942. и у логору ради у заробљеничкој болници као искусни лекар-хирург.
По оцени тадашњих немачких власти, отпуштен је из овог логора и упућен 20. јануара 1943. године у логор Кајзерштајбрух код Беча, где је остао до 1. фебруара 1943. године.
По доласку у Неготин постављен је за  управника болнице и шефа хируршког одељења, и на тој дужности остао до ослобођења, а бавио се и приватном лекарском праксом.  Године 1945. и нове власти су му указале поверење па је именован за управника болнице са задатком да је уреди по свим захтевима здравствене службе и обезбеди што нормалније функционисање.
У пензију је отишао 1955. али је наставио да се бави приватном лекарском праксом.
Умро је после краће болести, у Београду. Сахрањен је 22. априла 1962. године у Неготину.
Његова супруга Милица Костић 1968. године даривала је његову библиотеку тада Матичној библитеци „Радмила Новаковић“ у Неготину, данас Народној библиотеци „Доситеј Новаковић“. 
Историјски архив у Неготину чува архивску грађу о животу и раду првог неготинског хирурга, кроз лични фонд др Миодрага Костића, које су овој установи даривале Олга и Милица Кончар из Неготина.

## Признања
Добитник је краљевског ордена Светога Саве петог реда за рад у војним и државним службама у Првом светском рату 1928.
На предлог Команде неготинског војног округа, као учесник у Првом светском рату у Другој чети првог батаљона 16.  пешадијског пука Моравске дивизије првог позива, септембра 1935. добио је Ратну споменицу за ослобођење и уједињење 1914-1918. године.

## Фотогалерија
- Др Костић се 1929. оженио Милицом Јојић
- Др Костић 1938. у неготинској болници
- Др Костић са колективном болнице педесетих година
- Др Костић са колегама и полазницима Здравственог курса
- Са фудбалерима ФК „Хајдук Вељко” на старом стадиону у Неготину
- На конгресу лекара 1955. у Београду